# Acide hypochloreux
L'acide hypochloreux est un acide faible instable de formule chimique HClO qui n'existe qu'en solution, où l'atome de chlore est à l'état d'oxydation +1. Il est formé par dissolution du dichlore dans l'eau. Sous forme de sel hypochlorite de sodium (NaClO) ou hypochlorite de calcium (Ca(ClO)2) il est utilisé comme oxydant, désodorisant, désinfectant (dans les piscines par exemple) ou agent de blanchiment.

## Utilisations
En synthèse organique, HClO convertit les alcènes en halogénohydrines.
En biologie, les granulocytes neutrophiles activés par la peroxydation de la myéloperoxydase Cl-dépendante produisent de l'acide hypochloreux utilisé pour détruire des bactéries,,.
Dans l'industrie cosmétique, l'acide hypochloreux est utilisé à faible concentration comme agent nettoyant de la peau ou dans les produits pour bébés. Il permet en effet de maintenir une bonne hydratation de la peau pour les cas sensibles.
Dans l'industrie alimentaire, les sociétés de distribution ou de traitement de l'eau, HClO ou son sel sont utilisés à faibles concentrations pour la désinfection des surfaces de préparation des aliments et le traitement de l'eau.

## Formation, stabilité et réactions
L'acide hypochloreux est obtenu par réaction du dichlore et de l'eau :
Cl2 + H2O  {\displaystyle \rightleftharpoons }  HOCl + HCl
Cl2 + 4 OH−  {\displaystyle \rightleftharpoons }  2 ClO− + 2 H2O + 2 e−
Cl2 + 2 e−  {\displaystyle \rightleftharpoons }  2 Cl−
Lorsque des acides sont ajoutés à des sels de l'acide hypochloreux aqueux (tel que l'hypochlorite de sodium dans une solution d'eau de Javel commerciale), le mélange réactionnel résultant est décalé vers la gauche entrainant la formation de dichlore gazeux. La formation d'agents de blanchiment stable d'hypochlorite est facilitée par la dissolution du chlore gazeux dans des solutions aqueuses basiques comme une solution d'hydroxyde de sodium.
L'acide hypochloreux peut également être préparé par dissolution de l'hémioxyde de chlore dans l'eau. Dans les conditions aqueuses standard, l'acide hypochloreux anhydre est impossible à préparer en raison de l'équilibre facilement réversible entre la forme acide et son anhydride :
2 HClO  {\displaystyle \rightleftharpoons }  Cl2O + H2O ; (K(0 °C) = 3,55 × 10−3 dm3 mol−1)

### Réactions chimiques
En solution aqueuse, l'acide hypochloreux se décompose partiellement en sa base conjuguée, l'anion hypochlorite ClO−, et en ion H+ solvaté :
HClO  {\displaystyle \rightleftharpoons }  OCl− + H+
Les sels de l'acide hypochloreux sont appelés hypochlorites. L'un des plus connus est NaClO, le composé actif de l'eau de Javel. HClO est un oxydant plus fort que le dichlore dans les conditions standard.
2 HClO(aq) + 2 H+ + 2 e−  {\displaystyle \rightleftharpoons }  Cl2(g) + 2 H2O (E = +1,63 V)
HClO réagit avec HCl pour former du dichlore gazeux :
HClO + HCl → H2O + Cl2
HClO réagit avec les alcanes pour former des composés organochlorés et de l'eau, exemple de réaction avec le méthane :
CH4 + HClO → CH3Cl + H2O
HClO réagit avec l'eau pour former de l'acide chlorhydrique et du peroxyde d'hydrogène :
HClO + H2O → HCl + H2O2
HClO réagit avec les alcools pour former des composés organochlorés et peroxyde d'hydrogène, exemple de réaction avec le méthanol :
HClO + CH3OH → CH3Cl + H2O2
HClO réagit avec les amines pour former des chloramines et de l'eau, exemple de réaction avec l'ammoniac :
HClO + NH3 → NH2Cl + H2O
HClO réagit avec les amines organiques entrainant la substitution de l'amine par un chlore, formant un composé organochloré et une hydroxylamine, exemple avec la méthylamine :
CH3NH2 + HClO → CH3Cl + NH2OH

### Réactivité de HClO avec les biomolécules
L'acide hypochloreux réagit avec de nombreuses biomolécules comme l'ADN, l'ARN,, les acides gras, le cholestérol, et les protéines,,,.

#### Réaction de HClO avec les groupes sulfhydryles des protéines
En 1948, Knox observe que HClO est un inhibiteur des groupes sulfhydryles et qu'en quantité suffisante, les protéines contenant des groupes sulfhydryles sont inactivées. HClO oxyde les groupes sulfhydryles entrainant la formation de liaisons disulfures qui peuvent conduire à une réticulation des protéines. Le mécanisme de l'oxydation de groupes sulfhydryles par HClO est similaire au mécanisme d'oxydation de la chloramine. Lorsque la concentration de chlore résiduel est dissipée, une fonction sulfhydryle peut être restaurée. L'oxydation des groupes sulfhydryles par HClO correspond à un effet bactériostatique.
La cystéine qui possède un groupement sulfhydryle peut réagir avec jusqu'à quatre molécules de HClO. La première réaction avec HClO produit de l'acide sulfénique (R-SOH), la seconde réaction avec une molécule HClO forme de l'acide sulfinique (R-SO2H), puis la réaction avec la troisième molécule HClO forme l'acide sulfonique (R-SO3H).
Dans une protéine, l'acide sulfénique formé par l'action de HClO réagit avec un autre groupe sulfhydryle pour former une liaison disulfure. Cette liaison peut provoquer la réticulation ou l'agrégation des protéines. Les formes d'acides sulfinique ou sulfonique ne peuvent être formés qu'à des concentrations très élevées de HClO.

#### Réaction de HClO avec les groupes amines dans les protéines
L'acide hypochloreux peut réagir facilement avec les acides aminés disposant de fonctions amines sur leur chaîne latérale pour former une chloramine organique. Les acides aminés chlorés se décomposent rapidement, mais les chloramines présentes dans les protéines ont des durées de vie plus longue et conservent une capacité d'oxydation.
Thomas et son équipe ont montré à travers leurs résultats que les chloramines organiques sont dégradées par réarrangement interne et que les derniers groupes NH2 restant peuvent participer à l'attaque de la liaison peptidique, entraînant un clivage de la protéine. McKenna et Davies ont découvert qu'une concentration minimale de 10 mM/L de HClO est nécessaire pour obtenir des fragments de protéines in vivo. Ces fragments ont pour origine un réarrangement moléculaire de la chloramine, libérant du HCl et de l'ammoniac pour former un groupe amide. Le groupe amide peut en outre réagir avec un autre groupe amino pour former une base de Schiff, provoquant la réticulation et agrégation de protéines.

#### Réaction de HClO avec l'ADN et les nucléotides
L'acide hypochloreux réagit lentement avec l'ADN et l'ARN et les différents nucléotides in vitro. GMP dispose d'une fonction amine et d'un groupement amino hétérocyclique est le nucléotide le plus réactif avec HClO. Le second nucléotide le plus réactif avec HClO est le TMP grâce à la présence d'un groupe amino hétérocyclique. L'AMP et la CMP sont faiblement réactifs avec HClO par la présence d'une fonction amine, l'UMP est le nucléotide le moins réactif.
Les groupes NH hétérocycliques sont plus réactifs que les groupes amines, de plus les chloramines secondaires sont susceptibles de relarguer du chlore. Ces différentes réactions interfèrent avec l'appariement des bases d'ADN. Prutz a montré que la diminution de la viscosité de l'ADN exposé à HClO est similaire à celle observée avec leur d'une dénaturation thermique. Les fragments de sucre formant les nucléotides ne réagissent pas avec HClO, le squelette de l'ADN n'est donc pas cassé. NADH peut réagir avec le TMP et l'UMP chlorés ainsi qu'avec HClO. Cette réaction peut régénérer UMP et TMP et donne le dérivé 5-hydroxy-NADH. La réaction avec TMP ou UMP est lente et réversible pour régénérer HClO. Une seconde réaction plus lente se traduit par le clivage du cycle pyridine se produit lorsque HClO est présent en excès. NAD+ est inerte en présence de HClO.

#### Réaction de HClO avec les lipides
L'acide hypochloreux réagit avec Les liaisons insaturées présentes dans les lipides, mais pas avec les liaisons saturées, l'ion OCl− ne réagit pas avec les lipides. La réaction entre HClO et les lipides insaturés est une oxydation avec addition de chlore sur l'un des atomes de carbone et addition d'un groupe hydroxyle sur l'autre. Le composé résultant est une chlorhydrine. Le chlore polaire perturbe les bicouches lipidiques et augmente la perméabilité de la membrane, cette observation a été constatée sur des hématocrites. Les variations de perméabilité dépendent de la concentration de chlohydrine. Des chlohydrines ont été observées sur le cholestérol, mais cette modification n'affecte pas la perméabilité de la membrane, de plus il est supposé que Cl2 serait à l'origine de la présence de chlorhydrine sur le cholestérol.

## Mécanisme de l'action désinfectante de HClO
Lorsque Escherichia coli est exposée à l'acide hypochloreux, elle perd sa viabilité en moins de 100 ms du fait de l'inactivation de nombreux systèmes vitaux,,,. L'acide hypochloreux a une DL50 déclarée de 0,0104 à 0,156 ppm. À 2,6 ppm, il provoque une inhibition totale de la croissance bactérienne en 5 minutes. Cependant, la concentration de HClO requise pour obtenir une propriété bactéricide est très dépendante de la concentration bactérienne initiale.

### Inhibition de l'oxydation du glucose
En 1948, Knox et ses collègues proposent que le facteur majeur dans la nature bactéricide des solutions de chlore pourrait être l'inhibition de l'oxydation du glucose. Ils supposent que l'agent actif diffuse à travers la membrane cytoplasmique pour inactiver les enzymes-clés contenant des groupes sulfhydryles dans la voie de la glycolyse. Ce groupe est également le premier à noter que les solutions de HOCl inhibent les enzymes contenant des groupes sulfhydryles. Des études ultérieures ont montré que, à des niveaux bactéricides, les composants du cytosol ne réagissent pas avec HClO. McFeters et Camper ont constaté que l'aldolase, une enzyme que Knox considérait comme inactivée, n'est pas affectée par HOCl in vivo.
Il a été montré que HOCl bloque l'induction de β-galactosidase par le lactose. L'absorption de substrats radiomarqués de l'ATP et du proton du co-transport est bloquée par l'exposition à HOCl. À partir de cette observation, il a proposé que HOCl bloque l'absorption des nutriments par l'inactivation des protéines de transport,.
La perte de l'oxydation du glucose est étudiée à travers l'étude de la perte de l'activité respiratoire. Venkobachar et ses collègues ont constaté que la succinique déshydrogénase est inhibée in vitro par HOCl, les laissant supposer que la perturbation de la chaîne de transport d'électrons pourrait être la cause de l'inactivation bactérienne. Albrich a constaté que HOCl détruit les cytochromes et les clusters fer-soufre, que l'absorption de l'oxygène disparait en présence de HOCl et que les nucléotides adénine sont absents. L'hypothèse liant l'oxydation irréversible de cytochromes par HClO et la perte de l'activité respiratoire a été proposée, pour valider cette hypothèse l'étude de l'impact de HClO sur les transports d'électrons succinate-dépendant est réalisée. Rosen a montré que les niveaux de cytochromes oxydés à réduire dans les cellules traitées au HClO sont normaux mais que les cellules sont incapables de les réduire. La succinate déshydrogénase est également inhibée par HOCl entrainant l'arrêt du flux d'électrons vers l'oxygène. Des études ultérieures ont montré que l'activité de l'ubiquinol oxydase cesse dans un premier temps et que les cytochromes encore actifs réduisent la quinone restante. Les cytochromes libèrent les électrons sur l'oxygène, expliquant pourquoi les cytochromes ne peuvent pas être réoxydés, comme observé par Rosen. Cette hypothèse est finalement abandonnée quand Albrich constate que l'inactivation cellulaire précède la perte de l'activité respiratoire. Il a également montré que les cellules capables de respirer ne pouvaient plus se diviser après une exposition à HOCl.

### Élimination des nucléotides adénines
L'hypothèse de la perte de la fonction respiratoire expliquant la mort bactérienne au contact de HClO étant rejetée, Albrich propose que la mort bactérienne pourrait liée à un dysfonctionnement métabolique provoqué par l'épuisement des nucléotides d'adénine. Barrette a étudié la quantité d'ATP disponible pour des bactéries en contact avec HOCl, il a montré que les cellules exposées à HOCl sont incapables d'augmenter la quantité d'ATP après l'ajout de nutriments. Il conclut que les cellules exposées ont perdu la capacité de réguler leur stock d'adénine en se basant sur le fait que l'absorption du metabolite est réduit à 45% après une exposition à HOCl et que HOCl provoque l'hydrolyse de l'ATP intracellulaire. Il a également été confirmé que, à des concentrations bactéricides de HOCl, les composants cytosoliques ne sont pas affectés. Il est donc proposé que les protéines membranaires sont modifiées par HClO entrainant une augmentation de l'hydrolyse de l'ATP et que HClO perturbe la capactité des cellules bactériennes à extraire l'AMP du cytosol, ces deux éléments provoque une perturbation métabolique importante. Une protéine impliquée dans la perte de la capacité de régénérer l'ATP est l'ATP synthase. Une grande partie de cette recherche sur la respiration reconfirme l'observation que les réactions bactéricides pertinentes ont lieu au niveau de la membrane cellulaire,.

### Inhibition de la réplication de l'ADN
Récemment, l'hypotèse que l'inactivation des bactéries par HOCl est liée à l'inhibition de la réplication de l'ADN a été proposée. En présence de HClO, il est observé que la synthèse de l'ADN dans les bactéries diminue fortement, précédant l'inhibition de la synthèse des protéines pouvant expliquer la perte de viabilité des cellules,. Au cours de la réplication du génome bactérien, l'origine de réplication (oriC dans E. coli) se lie à des protéines liées à la membrane cellulaire. En présence de HClO, l'affinité de oriC avec des membranes extraites diminue, cette diminution est à relier avec la baisse de viabilité. Une étude réalisée par Rosen compare la concentration de HClO et l'inhibition de la replication de l'ADN de plasmides ayant des origines de réplication différentes. Il constate que certains plasmides présentent un retard dans l'inhibition de la réplication par rapport aux plasmides contenant oriC. Rosen propose que HClO inactive les protéines membranaires impliquées dans la réplication de l'ADN et que c'est cette inactivation qui est à l'origine de l'effet bactéricide de l'acide hypochloreux.

### Dénaturation et agrégation des protéines avec HClO
HOCl provoque des modifications post-traductionnelles de protéines en oxydant les cystéines et les méthionines, il est considéré comme une molécule favorisant l'agrégation des protéines. Hsp33, une molécule chaperone est connue pour être activée par un stress thermique oxydant, protège les bactéries contre les effets de HOCl en agissant comme une holdase, empêche efficacement l'agrégation des protéines. Des souches de E. coli et de Vibrio cholerae dépourvues de Hsp33 deviennent particulièrement sensibles à HOCl.

## Hypochlorites
Les hypochlorites sont les sels de l'acide hypochloreux ; les hypochlorites les plus utilisées dans le commerce sont l'hypochlorite de calcium et l'hypochlorite de sodium.
Les solutions d'hypochlorites peuvent être produites par électrolyse d'une solution aqueuse de chlorure par le procédé chlore-alcali. Le chlore gazeux est produit à l'anode, tandis que les formes de l'hydrogène à la cathode. Une partie du gaz de dichlore produit peut se dissoudre pour former des ions hypochlorites. Les hypochlorites sont également produits dismutation de dichlore gazeux dans des solutions alcalines.